# Neumühle (Auerbach in der Oberpfalz)
Die Neumühle ist ein Gemeindeteil der Stadt Auerbach in der Oberpfalz im Landkreis Amberg-Sulzbach in Bayern.

## Lage
Die frühere Einöde liegt am Speckbach, heute im Norden der Stadt, etwa 800 m vom Stadtmittelpunkt entfernt. 

## Geschichte
Die Neumühle gehörte zu einer Reihe von Mühlen, die vom Wasser des Speckbachs angetrieben wurden. Sie wurde vermutlich im 13. Jahrhundert gegründet; als ihre Gründer gelten die Stromer von Reichenbach und die Trautenberger, welche von den Bamberger Bischöfen die Genehmigung erhalten hatten, in der Gegend zu roden sowie Mühlen und Dörfer zu errichten. 
Der erste bekannte Müller war ein Heinrich Landsberger, der 1340 am Vorabend des St. Bartholomäustages (24. August) mit dem Burgstallmüller und dem Kaunlmüller einen Vertrag über das Räumen des Speckbachs schloss. 1380 und 1408 wurde der Auerbacher Bürgermeister Friedrich Trautenberger als Lehnsherr der Neumühle genannt, dem von den Bamberger Bischöfen Lamprecht von Brunn bzw. Albrecht von Wertheim dieses Anwesen als Lehen übergeben wurde. Am Sonntag vor Kathrein (25. November) 1438 übergaben Fritz Trautenberger und seine Ehefrau Dorothea die „Mühle in der Au“, wie die Mühle damals genannt wurde, an einen Hans Müller, der bald „Neumüller“ genannt wurde, und seine eheliche Wirtin Anna. Ein Jörg Neumüller verstarb 1536 ohne männlichen Erben; von ihm hieß es, er habe sich der Lehre Martin Luthers zugewandt. 1553 verkaufte Georg Stromer die Neumühle erbrechtsweise an seinen Schwager Hans Neumüller, der mit Katharina Stromer verheiratet war, einer Tochter des Auerbacher Ratsherrn Gregor Stromer. Am 19. November 1589 erwarb die Stadt Auerbach die Grundherrschaft über die Neumühle und löste die Stromer als Lehensherren ab, damit ging auch die niedere Gerichtsbarkeit an die Stadt über. Bis zur Säkularisation von 1803 musste der Mühlenbesitzer aber Handlohn an das Bistum Bamberg bezahlen. Im Dreißigjährigen Krieg wurde unter Hans Georg Neumüller das Mahlwerk zerstört und 1641 auch der große Stadel von bayerischen Soldaten niedergebrannt. 1648 übernahm Adam Neumüller (genannt „Neumühladl“) die Neumühle und baute sie wieder auf. 
1758 wurde das heutige Wohnhaus und fünf Jahre später der große Stadel errichtet. Nach dem Ersten Weltkrieg wurde die alte Mühle 1919 neuzeitlich umgebaut und erweitert. 1924 ließ Georg Neumüller den Erkerturm errichten und begann 1928 mit dem Brotbacken. 1955 vernichtete ein Brand große Teile der Neumühle. 1960 äscherte ein weiteres Feuer den ganzen Mittelbau der Neumühle ein. Im gleichen Jahr erfolgte auch die Ablösung des Mühlbetriebs; bis 1990 durfte auf der Neumühle nicht mehr für den menschlichen Verzehr gemahlen werden. Das Mühlengebäude ist heute ein denkmalgeschütztes Objekt (Aktennummer D-3-71-113-18). Dort wird eine Bäckerei betrieben. Der Innenhof der Neumühle wird auch für verschiedene kulturelle Veranstaltungen („Neumühlfest“) genutzt.
Die Neumühle gehörte bis 1978 zur Gemeinde Degelsdorf und wurde im Zuge der Gemeindegebietsreform zum 1. Mai 1978 in die Stadt Auerbach eingegliedert.